# Kruhatka Matthiolova

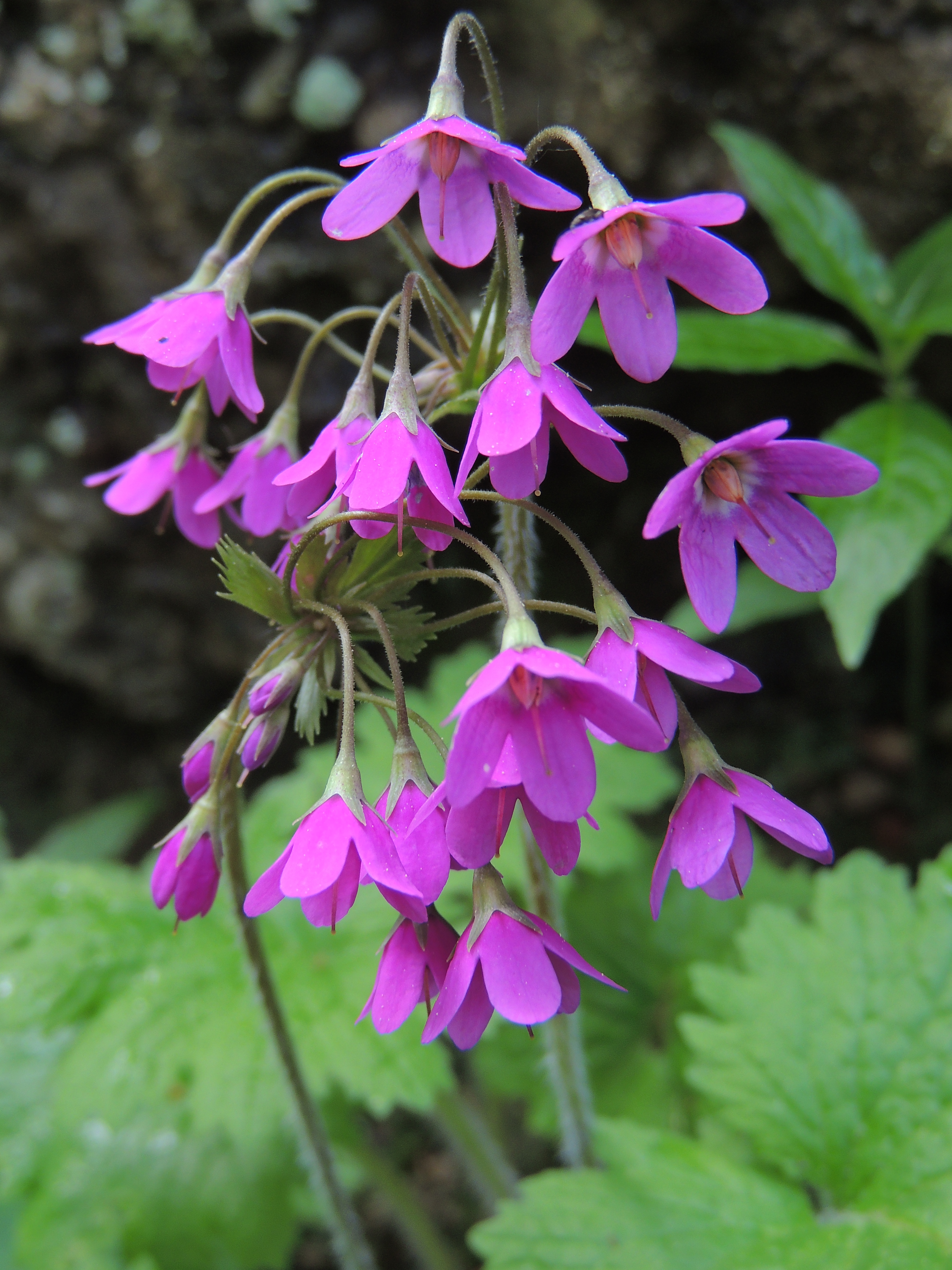
Květenství

Kruhatka Matthiolova (Primula matthioli), dříve Cortusa matthioli, je vytrvalá rostlina s přízemní růžicí listů a v letních měsících s purpurově červenými květy. Je vysoká do 15 cm a v době květů až 30 cm. Tato horská bylina nejčastěji roste na vlhké skále v horském až subalpínském stupni, v české přírodě ale hluboko v propasti Macocha, na převislé skalní stěně vysoké (nebo hluboké?) 120 m. Druh je v české přírodě glaciální relikt a tudíž i původní druh, je však ohrožen vyhynutím.
Velmi často se mimo Česko (například v KEW , World Flora online  i Catalogue of Life ) používá nové binomické jméno druhu. K této změně již došlo po genetickém výzkumu koncem minulého tisíciletí, od té doby se místo zrušeného Cortusa matthioli používá jméno Primula matthioli.

## Rozšíření
Horské rostliny rostoucí v Evropě zejména v Alpách, Karpatech a v horách Balkánu. Mimo Evropu jsou rozšířené přes Sibiř až do východní Asie, přes jihozápadní Asii do Střední Asie, Číny a Mongolska, podobně i na Indický subkontinent. V některých oblastech, například ve východní Sibiři, je běžnou bylinou.
V České republice roste kruhatka Matthiolova výhradně v Moravském krasu, na třech místech v trvale zastíněné části severní stěny Macochy a na jednom místě na jejím dně. Tyto raritně umístěné, běžně nepřístupné rostliny jsou horolezci každoročně kontrolovány. Tak v roce 2018 byly ověřeny čtyři populace, první v hloubce 70 m nade dnem má 14 jedinců, druhá skupina o 13 exemplářích roste ve výšce 30 m a třetí skupina ve výšce 15 m ode dna čítá 20 rostlin, na okraji suťového kužele na dně jeskyně se nacházejí ještě 3 rostliny. Z těchto 50 bylin v době kontroly 17 kvetlo.
V minulosti možná kruhatka Matthiolova rostla ještě v Krkonoších a Hrubém Jeseníku. Dostupné historické prameny však nejsou hodnověrné a spolehlivější nelze dohledat, takže tento údaj se považuje za nevěrohodný.

## Ekologie
Roste ve vlhkých lesích nebo na vlhkých, od slunce odvrácených vápencových skalách, někdy ve vlhkých lesích, na kamenitých sutinách a v roklinách, kde často vytváří izolované lokality v inverzních polohách. Pro zdárný růst potřebuje vlhký substrát s dobrou drenáží a polostinná až stinná stanoviště, preferuje teplá místa v závětří. Vyskytuje se v nadmořských výškách mezi 300 až 3000 m n. m, je chladu i mrazu odolná.
Rostlina je polykarpický hemikryptofyt, listy na zimu opadají. Kvete od května do června. Počet chromozomů 2n = 24.

## Popis
Vytrvalá bylina se třemi až sedmi přízemními listy v růžici vyrůstající z tenkého oddenku, je celá řídce žláznatě chlupatá a za květu vysoká až 30 cm. Listy v růžici mají chlupatý řapík, jejich poměrně tlustá čepel je až 10 cm velká, na bázi je srdčitá a výše dlanitolaločná s nepravidelnými úkrojky, které bývají nestejně jednoduše či dvojitě pilovitě zubaté a na rubu našedlé.
Ze středu růžice vyrůstá květná lodyha nesoucí koncový lichookolík s 5 až 12 červenými květy, které jsou nicí, pětičetné a oboupohlavné, jejich stopky jsou za květu dlouhé asi 2 cm a za plodu se prodlužují. Kalich je zvonkovitý, zelený a do třetiny až poloviny jsou jeho trojúhelníkovité cípy srostlé. Koruna je rovněž zvonkovitá, 7 až 12 mm dlouhá, purpurově červená, ústí trubky má volné bez šupinek. Pět tyčinek, zdéli korunní trubky, má nitky krátké, na bázi spojené a zakončené prašníky dvakrát delšími než nitky. Semeník obsahuje četná vajíčka, čnělka je nitkovitá a nese hlavičkovitou bliznu, jenž vystupuje z květu. Opylení zajišťuje hmyz, případně se květy opylí vlastním pylem. Plod je vejčitá až válcovitá tobolka asi 7 mm dlouhá, otvírající se pěti zuby. Obsahuje mnohohranná semena velká asi 1,5 mm, kterými se bylina rozmnožuje.

## Taxonomie
V České přírodě se vyskytuje výhradně poddruh:
- kruhatka Matthiolova moravská (Primula matthioli L. subsp. moravica (Podp.) Soják, 1980

V kapitole „Popis“ je popsán nominátní poddruh, který ale v Česku neroste. V české přírodě roste výhradně „kruhatka Matthiolova moravská“, která má jako hlavní znaky, odlišující ji od výše popsané nominátní subspecie: olysalé řapíky a tenké, naspodu zelené listy. Vyskytuje se pouze v Moravském krasu a je považována za endemickou rostlinu.
V zahraniční odborné literatuře (například v KEW , World Flora online  i Catalogue of Life ) není ale poddruh „kruhatka Matthiolova moravská“ uznávána, naopak je považována za pouhý synonym „kruhatky Matthiolovy“.

## Význam
Nadzemní část rostliny obsahuje triterpenový glykosid pentacyklické řady s vzorcem C 52 H 84 O 22, u kterého byla zjištěná cytotoxická aktivita proti lidským buňkám rakoviny tlustého střeva, sarkomu dělohy a lidskému melanomu.
V poslední době se stává žádanou bylinkou do okrasných skalek. Lze ji namnožit ze semene, které se ponechá na několik týdnů v chladu nebo v lednici a na jaře se vyseje do vlhkého kompostu a zasype tenkou vrstvou písku. Po vyklíčení se semenáče rozesadí do květináčů a když jsou dostatečně velké vysadí se na trvalé, částečně zastíněné stanoviště do vlhké, propustné zeminy, nejlépe na místo s vyšší vzdušnou vlhkostí.

## Ohrožení
Kruhatka Matthiolova, rostoucí ve velké části mírného pásma východní poloviny severní polokoule, je v české přírodě jen omezeně rozšířena, vlastně se vyskytuje pouze na jednom místě. Takovéto raritní byliny bývají často rozvrácené lidskou činností, což na tomto nepřístupném místě nepadá v úvahu. Na druhé straně je ovšem trvale ohrožuje sesuv nesoudržné skalní stěny na které rostou, nebo sušší klima způsobeným menším výparem z podzemí. Proto je kruhatka Matthiolova ve vyhlášce "MŽP ČR č. 395/1992 Sb. ve znění vyhl. č. 175/2006 Sb." i v "Červeném seznamu ohrožených druhů České republiky" z roku 2017 zařazena mezi kriticky ohrožené druhy (§1, C1r).